# Mandara (langue océanienne)
Pour les articles homonymes, voir mandara (langue tchadique).
Le mandara (ou madara ou tabar) est une des langues de Nouvelle-Irlande, parlée par 2 500 locuteurs (SIL, 1985) dans les îles Tabar : Simberi (en), Tatau et Tabar. Il existe un dialecte pour chaque île. Il existe sept écoles primaires et six maternelles où elle est enseignée.